# Skrýchov u Malšic
Skrýchov u Malšic là một làng thuộc huyện Tábor, vùng Jihočeský, Cộng hòa Séc.